# Естонія на Євробаченні Юних Музикантів
Естонія брала участь у Євробаченні Юних Музикантів, що проводиться кожні два роки, сім разів починаючи з 1994 року. Найкращим результатом країни вважається 3-є місце у 1996 році.

## Учасники
Умовні позначення
     Переможець
     Друге місце
     Третє місце
     Не пройшла до фіналу
     Участь скасовано
     Не брала участі
| Рік                               | Місце проведення | Учасник            | Інструмент | Фінал                      | Півфінал |
| --------------------------------- | ---------------- | ------------------ | ---------- | -------------------------- | -------- |
| 1994                              | Варшава          | Марко Мартін       | Фортепіано | -                          | -        |
| 1996                              | Лісабон          | Ханна Хайнмаа      | Фортепіано | 3                          | -        |
| 1998                              | Відень           | Хандо Нахкур       | Фортепіано | Не вдалося кваліфікуватися | -        |
| 2000                              | Берген           | Вамбола Крігул     | Маримба    | Не вдалося кваліфікуватися | -        |
| 2002                              | Берлін           | Майкл Пол          | Гітара     | Не вдалося кваліфікуватися | -        |
| 2004                              | Люцерн           | Ян Капп            | Фортепіано | -                          | -        |
| Не брала участі в 2006-2016 роках |                  |                    |            |                            |          |
| 2018                              | Единбург         | Танел-Ейко Новіков | Ударні     | Не вдалося кваліфікуватися | -        |
| Не брала участі в 2020-2024 роках |                  |                    |            |                            |          |